# Arabska kava
Arabska kava je različica kuhane kave iz zrn arabskega kavovca (Coffea arabica). Večina arabskih držav na Bližnjem vzhodu je razvila različne metode za varjenje in pripravo kave. Pogosto dodana začimba je kardamom, vendar jo lahko postrežejo tudi brez ali s sladkorjem.
Obstaja več različnih slogov kuhanja kave, odvisno od preference pivca. Nekatere metode ohranjajo kavo svetlo, medtem ko jo lahko druge naredijo temno. Arabska kava je grenka in običajno ji ni dodan sladkor. Običajno ga postrežejo v majhni skodelici, ki je okrašena z okrasnim vzorcem, znanim kot findžān. V kulturnem smislu se arabska kava streže med družinskimi srečanji ali ob sprejemu gostov.
Arabska kava je zakoreninjena v bližnjevzhodni in arabski kulturi in tradiciji ter je najbolj priljubljena oblika kave, ki jo kuhajo na Bližnjem vzhodu. Izvira iz Bližnjega vzhoda, začela se je v Jemnu in sčasoma razširila v Meko (Hedžas), Egipt, Levant in nato sredi 16. stoletja v Turčijo in od tam v Evropo, kjer je sčasoma tudi kava postala priljubljena. Arabska kava je nesnovna kulturna dediščina arabskih držav, ki jo je potrdil UNESCO.

## Obrazložitev Unesca
Postrežba arabske kave je pomemben vidik gostoljubnosti v arabskih družbah in velja za ceremonialno dejanje velikodušnosti. Tradicionalno se kava pripravlja pred gosti. Kuhanje kave se začne z izbiro zrn, ki jih v plitvi posodi na ognju rahlo popražijo, nato dajo v bakren možnar in pretlačijo z bakrenim tolkačem. Kavno usedlino dajo v veliko bakreno posodo za kavo; prilijejo vodo in lonec postavijo na ogenj. Ko se skuha, jo prelijejo v manjši lonček za kavo, iz katerega jo natočijo v majhne skodelice. Najprej postrežejo najpomembnejšega oziroma najstarejšega gosta, ki napolni četrtino skodelice, ki jo lahko nato ponovno napolnijo. Običajna praksa je, da se popije vsaj eno skodelico, vendar ne več kot tri. Arabsko kavo pripravljajo in uživajo moški in ženske iz vseh segmentov družbe, zlasti doma. Za glavne nosilce veljajo šejki in poglavarji plemen, ki v svojih prostorih za srečanja strežejo arabsko kavo, starejši beduini in beduinke ter lastniki kavarn. Znanje in tradicije se v družini prenašajo z opazovanjem in prakso. Tudi mladi družinski člani spremljajo starejše na tržnico, da se naučijo izbrati najboljša kavna zrna.

## Etimologija
Beseda kava je prišla v druge jezike leta 1582 prek nizozemske besede koffie,  izposojene iz osmanske turške kahve, nato pa iz arabske قَهْوَة (kahva, »kava, zvarek«). Beseda kahva se je morda prvotno nanašala na sloves pijače kot zaviralca apetita iz besede kahija (arabsko قَهِيَ, dobesedno »pomanjkanje lakote«). Ime kahva se ne uporablja za jagode ali rastline (proizvode v regiji), ki so v arabščini znane kot bun. Semitščina je imela koren kh »temna barva«, ki je postala naravna oznaka za pijačo. Po tej analizi je imela ženska oblika kahva (tudi »temne barve, dolgočasno, suho, kislo«) tudi pomen vina, ki je bilo prav tako pogosto temne barve.

## Zgodovina
Najzgodnejši verodostojen dokaz o pitju kave ali poznavanju kavovca se pojavlja kot legenda o etiopskem pastirju koz po imenu Kaldi, ki je opazil spremembo v obnašanju svojih koz, ko so jedle jagode s kavovca. Sprva so kavna zrna žvečili, ne pa mleli, pražili in spreminjali v tekočino.  Nekateri zgodovinarji verjamejo, da je bila kava na Arabskem polotoku uvedena okoli leta 675 našega štetja. Gotovo je bila do sredine 15. stoletja kava v uporabi v jemenskih sufijskih samostanih. Sufiji so jo uporabljali, da so bili pozorni med svojimi nočnimi pobožnostmi. Prevod Al-Džazirijevega rokopisa sledi širjenju kave iz Arabie Felix (današnji Jemen) proti severu v Meko in Medino ter nato v večja mesta Kairo, Damask, Bagdad in Konstantinopel. Leta 1511 so jo konservativni, ortodoksni imami na teološkem sodišču v Meki prepovedali zaradi njenega spodbudnega učinka. Vendar pa so bile te prepovedi razveljavljene leta 1524 z ukazom turškega sultana Sulejmana I., ko je veliki mufti Mehmet Ebussuud el-İmadi izdal fatvo, ki dovoljuje uživanje kave. V Kairu v Egiptu je bila podobna prepoved uvedena leta 1532, kavarne in skladišča, v katerih so bila kavna zrna, pa so bili oplenjeni.

## Priprava
Arabska kava je narejena iz kavnih zrn, zelo rahlo ali močno praženih pri 165 do 210 °C  in kardamoma, in je tradicionalna pijača v arabski kulturi. Tradicionalno jo pražijo doma (doma ali za posebne priložnosti), zmeljejo, skuhajo in postrežejo pred gosti. Pogosto se postreže z datlji, suhim sadjem, kandiranim sadjem ali oreščki. Arabsko kavo opredeljujejo način priprave in okusi, ne pa vrsta praženih zrn. Arabska kava je kuhana kava, ki ni filtrirana, črna. Sladkorja običajno ne dodajajo, če pa ga, ga lahko dodajo med pripravo ali serviranjem. Postrežejo jo v majhni nežni skodelici brez ročajev, imenovani findžān. Včasih se kava prelije v večji in lepši vrč za nalivanje, da se postreže pred gosti, imenovan dala Pogosto pa gostitelj pripravi kavo v kuhinji in izpostavi pladenj z majhnimi skodelicami kave. Za razliko od turške kave ima tradicionalna arabska kava svoje korenine v beduinski tradiciji, običajno nesladkana (kahva sada), vendar ji je mogoče dodati sladkor glede na želje pivca. Vendar ta kava nikoli ni sladek sirup, temveč močna in grenka. Da nadomestijo grenak okus, kavo običajno postrežejo z nečim sladkim – datlji so tradicionalna priloga – in druge sladice pogosto postrežejo skupaj s pladnjem kavnih skodelic.

### Arabski polotok
Arabci na Arabskem polotoku so ustvarjalni tudi pri pripravi kave. Kava se razlikuje od tiste v Egiptu in Levantu glede grenkobe in vrste skodelic, v katerih se kava postreže. Ta metoda kuhanja je pogosta v Nadždu in Hedžasu, včasih pa dodajo tudi druge začimbe, kot so žafran (za zlato barvo), kardamom, nageljnove žbice in cimet. Arabska kava v Nadždu in Hedžasu dobi zlato barvo, medtem ko je v Severni Arabiji vrsta arabske kave, znana kot kahva šamālia   (dobesedno pomeni severna kava), videti temnejše barve, ker praženje kavnih zrn zahteva nekaj dlje časa. Severna kava je znana tudi kot beduinska kava v Jordaniji. Nekateri dodajo malo evaporiranega mleka, da nekoliko spremenijo barvo; vendar je to redko. Pripravljajo jo in postrežejo v posebnem lončku za kavo, imenovanem dala (arabsko دلة); pogosteje se uporablja kavni lonec, imenovan džezva (imenovan tudi rikva ali kanaka), kavne skodelice pa so majhne brez ročaja, imenovane fendžan. Porcije so majhne, pokrivajo le dno skodelice. Na domovih in v dobrih restavracijah jo strežejo posebej oblečeni natakarji, imenovani gahvadži, skoraj vedno pa jo spremljajo datlji. Vedno je ponujena s pohvalami hiše.

### Levant
Topla pijača, ki jo uživajo Palestinci, je kava – zjutraj in ves dan. Izbrana kava je običajno arabska. Arabska kava je podobna turški kavi, vendar je prva začinjena s kardamomom in je običajno nesladkana. Med beduini in večino drugih Arabcev po vsej Palestini je bila grenka kava, znana kot kahva sada (dobesedno navadna kava), simbol gostoljubja. Točenje pijače je bilo ceremonialno; to bi vključevalo gostitelja ali njegovega najstarejšega sina, ki se premika v smeri urinega kazalca med gosti – ki so bili ocenjeni po starosti in statusu – in toči kavo v majhne skodelice iz medeninastega lonca. Veljalo je za »vljudno«, da so gostje sprejeli samo tri skodelice kave in nato svojo zadnjo skodelico končali z besedo dajmen, kar pomeni »vedno«, vendar je to pomenilo »naj imate vedno možnost, da postrežete kavo«.
V Libanonu kavo pripravljajo v lončku z dolgim ročajem, imenovanem rakve. Kavo nato natočijo neposredno iz rakve v majhno skodelico, ki je običajno okrašena z okrasnim vzorcem. Findžān ima prostornino 60-90 ml. Libanonska kava je tradicionalno močna in črna ter je podobna kavi drugih držav Bližnjega vzhoda. Vendar pa se razlikuje po zrnju in praženju: svetlo in temno zrnje se zmešata skupaj in se zmeljeta v zelo fin prah. Pogosto se šalijo, da je Libanonec, ki ne pije kave, v nevarnosti, da izgubi svoje državljanstvo.
Arabska kava je v Jordaniji veliko več kot le pijača – je tradicionalni znak spoštovanja in način združevanja ljudi. Črna arabska kava z okusom kardamoma, znana tudi kot kava dobrodošlice, je globoko zakoreninjena v jordanski kulturi. Postrežba kave (in čaja) gostom je velik del intimne gostoljubnosti Hašemitskega kraljestva.

### Maroko
Medtem ko je nacionalna pijača Maroka zeleni čaj, kuhan s svežo meto, je espresso zelo priljubljen, arabska kava se prav tako pogosto uživa, zlasti ob formalnih priložnostih. Pogosto je narejena z namenom sklenitve posla in ko se prvič sprejme nekoga v svoj dom, pogosto pa jo postrežejo na porokah in ob pomembnih priložnostih.

## Gojenje
Velik del popularizacije kave je posledica njenega gojenja v arabskem svetu, z začetkom v današnjem Jemnu, s strani sufijskih menihov v 15. stoletju. Skozi tisoče Arabcev, ki so romali v Meko, se je uživanje in nabiranje kave ali »arabskega vina« razširilo v druge arabske države in sčasoma v večino sveta skozi 16. stoletje. Kava je poleg tega, da je bila nujna v domu, postala pomemben del družbenega življenja. Kavarne, kahva قَهوة v sodobni standardni arabščini, so postale »šole modrih«, ko so se razvile v kraje intelektualnih razprav, poleg centrov za sprostitev in tovarištvo.

## Kavarne
Kultura kavarn se je začela v arabskem svetu in se sčasoma razširila na druga področja sveta ter se zlila z lokalno kulturo. Tradicionalne arabske kavarne so kraji, kjer se večinoma moški srečujejo za druženje ob igrah, kavi in pipah (šiša ali argila). Odvisno od tega, kje je kavarna, se njena posebnost razlikuje. V Magrebu zeleni čaj postrežejo z meto ali pa kavo postrežejo v arabskem in/ali evropskem slogu. Arabsko kavo ali turško kavo izdelujejo v Egiptu in državah Levanta. Arabska kava je zelo majhna količina temne kave, kuhane v lončku in predstavljene v skodelici. Predvsem v Egiptu kavo postrežejo mazbuta, kar pomeni, da bo količina sladkorja »ravno pravšnja«, približno ena žlička na skodelico. Vendar pa na Arabskem polotoku arabsko kavo pražijo tako, da je kava skoraj bistra. V celotnem arabskem svetu je tradicionalno, da gostitelj gostu znova napolni skodelico, dokler vljudno ne sporoči, da je gost končal.

## Postrežba
Arabsko kavo običajno postrežemo le nekaj centilitrov naenkrat. Gost jo popije in če želi, natakarju pomigne, naj ne natoči več. V nasprotnem primeru bo gostitelj/natakar še naprej stregel še po nekaj centilitrov naenkrat, dokler gost ne bo pokazal, da ima dovolj. Najpogostejša praksa je, da se popije le ena skodelica, saj je postrežba kave ceremonialno dejanje prijaznosti in gostoljubja. Včasih ljudje med pogovorom popijejo tudi večje količine.

## Običaji
Skodelice se običajno napolnijo le do polovice, navada pa je, da se popijejo tri skodelice. Arabska kava ima pomembno mesto na tradicionalnih arabskih praznikih in posebnih dogodkih, kot sta ramazan in bajram.

### Vedeževanje
Arabsko vedeževanje iz kave (arabsko قراءة الفنجان, romanizirano kirāʾat al-findžān) je podobno vedeževanju iz čajnih listov; stranko prosimo, da zaužije močno svežo arabsko kavo, tako da v skodelici pusti približno čajno žličko tekočine. Skodelico nato obrnemo na krožnik, da preostala tekočina odteče in se posuši. Bralec bo nato interpretiral vzorce, ki jih tvori debel ostanek na notranji strani skodelice, ter iskal simbole in črke.

### Pogreb
Na arabskih pogrebih se zberejo družine in širši sorodniki, ki pijejo grenko in nesladkano kavo ter obujajo življenje in lastnosti pokojnika. Moški in ženske se zbirajo ločeno in postalo je zelo moderno zaposlovati zelo privlačne ženske, katerih edina naloga je, da ženskam ves dan strežejo kavo. Moški natakarji strežejo moške. Arabski muslimani in kristjani delijo to tradicijo.

## Dejstva o hranilni vrednosti
Majhna skodelica arabske kave skoraj nima kalorij ali maščob. Vsebuje majhno količino beljakovin. 